# Haplochromis gigas
Haplochromis gigas är en fiskart som först beskrevs av Ole Seehausen och Lippitsch, 1998.  Haplochromis gigas ingår i släktet Haplochromis och familjen Cichlidae. IUCN kategoriserar arten globalt som sårbar. Inga underarter finns listade i Catalogue of Life.